# Stadium Arcadium
Stadium Arcadium (с англ. — «Стадион Аркадиум») — девятый студийный альбом американской рок-группы Red Hot Chili Peppers. Этот двойной альбом впервые вышел в Германии 5 мая 2006 года, а 9 мая 2006 года пластинка была издана в США на Warner Bros. Records. Он включает пять синглов: «Dani California», «Tell Me Baby», «Snow (Hey Oh)», «Desecration Smile» и «Hump de Bump». Также был опубликован первый клип группы, сделанный фанатами, — на песню «Charlie». В США Stadium Arcadium стал первым альбомом группы, возглавившим национальные чарты. Первоначально Stadium Arcadium планировался как трилогия альбомов, которые должны были выходить с интервалом в шесть месяцев, но в итоге был сокращён до двойного альбома.
За первую неделю «Stadium Arcadium» разошёлся тиражом в 442 000 экземпляров в США и впервые в истории группы дебютировал на первом месте в Billboard 200.
Альбом хвалили за объединение музыкальных стилей, отражающих разные этапы карьеры группы. Он принёс группе семь номинаций на премию «Грэмми» в 2007 году, включая награду за лучший рок-альбом и одну за лучшее оформление бокс-сета или специального ограниченного издания. Альбом получил премию «Грэмми» за лучший рок-альбом года, лучшая рок-песня («Dani California») и лучшее вокальное рок-исполнение дуэтом или группой («Dani California»). Выиграв 4 из 7 номинаций на премию «Грэмми», этот альбом стал рекордным для группы по числу наград за её на тот момент 23-летнюю карьеру. Журнал Rolling Stone включил его в список лучших альбомов 2000-х годов. Энтони Кидис объяснил успех альбома улучшением внутренней динамики в группе, отметив: «Химия группы при создании музыки сейчас лучше, чем когда-либо. Раньше всегда была борьба за доминирование в написании песен. Но теперь мы достаточно уверены в себе, и каждый вносит все больше ценного и качественного материала».
После завершения тура Stadium Arcadium гитарист Джон Фрушанте покинул группу в июле 2009 года. Это был его последний альбом с коллективом до выхода Unlimited Love в 2022 году, более чем десятилетие спустя.

## Об альбоме

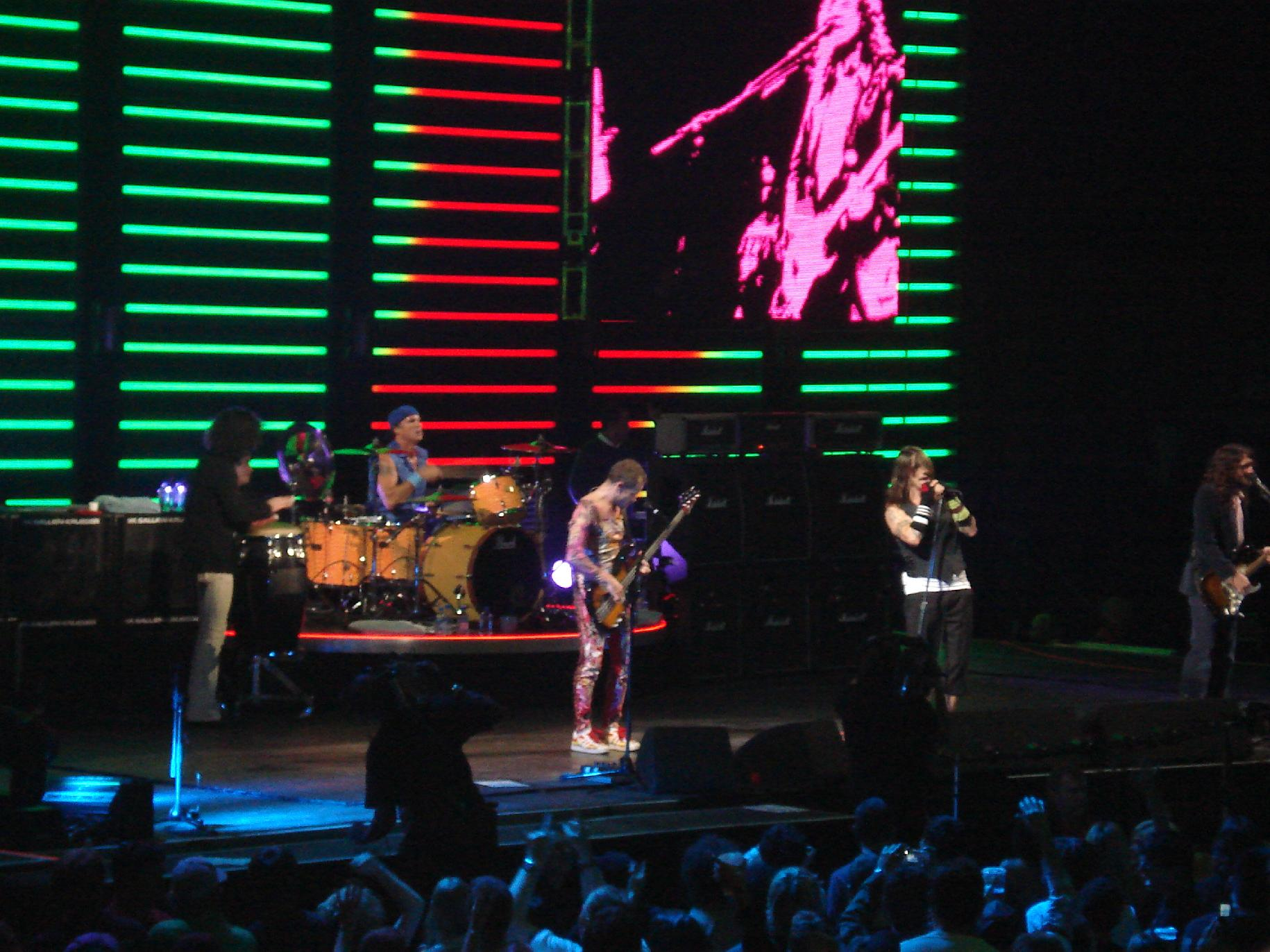
Red Hot Chili Peppers на концерте в Скоушабэнк-арена, Торонто в 2006 году.

По словам вокалиста группы Энтони Кидиса, первоначально планировалось выпустить трилогию альбомов с интервалами в 6 месяцев, но в итоге весь материал был сжат в двойной альбом. Кидис отметил, что «химия в коллективе, когда дело касалось написания, была лучше чем когда-либо. Всегда была борьба за право доминировать при сочинении текстов, теперь же мы хорошо представляем, кто мы, и чувствуем себя более комфортно, создавая более ценный, качественный материал».
Stadium Arcadium был положительно оценён критиками за смешение жанров, в которых группа работала всю свою карьеру.

## Список композиций
Слова и музыка всех песен — Энтони Кидис, Фли, Джон Фрушанте и Чад Смит.
| №                   | Название                 | Перевод             | Длительность |
| ------------------- | ------------------------ | ------------------- | ------------ |
| 1.                  | «Dani California»        | Дани Калифорния     | 4:42         |
| 2.                  | «Snow (Hey Oh)»          | Снег (Эй, О)        | 5:35         |
| 3.                  | «Charlie»                | Чарли               | 4:37         |
| 4.                  | «Stadium Arcadium»       | Стадион "Аркадиум"  | 5:15         |
| 5.                  | «Hump de Bump»           | Хамп-де-Бамп        | 3:33         |
| 6.                  | «She's Only 18»          | Ей Всего 18         | 3:25         |
| 7.                  | «Slow Cheetah»           | Медленный Гепард    | 5:19         |
| 8.                  | «Torture Me»             | Мучить Меня         | 3:44         |
| 9.                  | «Strip My Mind»          | Лиши Меня Разума    | 4:19         |
| 10.                 | «Especially in Michigan» | Особенно в Мичигане | 4:00         |
| 11.                 | «Warlocks»               | Колдуны             | 3:25         |
| 12.                 | «C'mon Girl»             | Давай, Детка        | 3:48         |
| 13.                 | «Wet Sand»               | Мокрый Песок        | 5:09         |
| 14.                 | «Hey»                    | Эй                  | 5:39         |
| Общая длительность: | Общая длительность:      | Общая длительность: | 62:30        |

| №                   | Название               | Перевод                | Длительность |
| ------------------- | ---------------------- | ---------------------- | ------------ |
| 1.                  | «Desecration Smile»    | Оскверняющая Улыбка    | 5:02         |
| 2.                  | «Tell Me Baby»         | Скажи Мне, Детка       | 4:07         |
| 3.                  | «Hard to Concentrate»  | Трудно Сосредоточиться | 4:02         |
| 4.                  | «21st Century»         | 21 Век                 | 4:22         |
| 5.                  | «She Looks to Me»      | Она Смотрит на Меня    | 4:06         |
| 6.                  | «Readymade»            | Готовый                | 4:30         |
| 7.                  | «If»                   | Если                   | 2:53         |
| 8.                  | «Make You Feel Better» | Тебе Станет Лучше      | 3:52         |
| 9.                  | «Animal Bar»           | Бар для Животных       | 5:26         |
| 10.                 | «So Much I»            | Так Много Меня         | 3:44         |
| 11.                 | «Storm in a Teacup»    | Буря в Кружке          | 3:45         |
| 12.                 | «We Believe»           | Мы Верим               | 3:36         |
| 13.                 | «Turn It Again»        | Поверни Его Снова      | 6:06         |
| 14.                 | «Death of a Martian»   | Смерть Марсианина      | 4:24         |
| Общая длительность: | Общая длительность:    | Общая длительность:    | 59:55        |

Дополнительные треки, записанные во время сессий и вышедшие на синглах к альбому
| # | Название               | Продолжительность |
| - | ---------------------- | ----------------- |
| 1 | Whatever We Want       | 4:47              |
| 2 | Million Miles Of Water | 4:07              |
| 3 | Lately                 | 2:55              |
| 4 | A Certain Someone      | 2:25              |
| 5 | Mercy Mercy            | 4:01              |
| 6 | Funny Face             | 4:46              |
| 7 | I’ll Be Your Domino    | 3:57              |
| 8 | Joe                    | 3:54              |
| 9 | Save This Lady         | 4:17              |

## Участники записи
- Энтони Кидис — вокал
- Фли — бас-гитара, клавишные, труба, бэк-вокал
- Джон Фрушанте — гитара, бэк-вокал, вокал, клавишные
- Чед Смит — ударные, перкуссия